# Долина Маринера
Долина Маринера (лат. Valles Marineris, по летелици Маринер 9 која их је открила 1971. г.) је систем кањона који се протеже дуж површине Марса, источно од региона Тарсис. Са дужином од преко 4.000 km, ширином од 200 km и дубином до 7 km, овај кањон је један од највећих у Сунчевом систему.